# César al millor curtmetratge documental
El César al millor curtmetratge documental (originalment en francès César du meilleur court métrage documentaire) és un premi cinematogràfic francès atorgat per l'Académie des Arts et Techniques du Cinéma.
Es va atorgar amb aquest nom entre el 1977 i el 1991, ambdós inclosos, però a partir del 1992 es va fusionar amb el César al millor curtmetrratge d'animació i el César al millor curmetratge de ficció, creant-se el César al millor curtmetratge.
A partir del 2022 s'ha tornat a l'antiga denominació.

## Palmarès
- Font: Pàgina oficial del premi.

#### Dècada del 1970
| Any                                       | Títol original | Títol en català                       | Director             | Pais |
| ----------------------------------------- | -------------- | ------------------------------------- | -------------------- | ---- |
| 1977                                      |                |                                       |                      |      |
| Une histoire de ballon, lycée n° 31 Pékin | -              | Marceline Loridan-Ivens i Joris Ivens | França Països Baixos |      |
| L'atelier de Louis                        | -              | Didier Pourcel                        | França               |      |
| L'éruption de la montagne pelée           | -              | Manuel Otéro                          | França               |      |
| Hongrie vers quel socialisme?             | -              | Claude Weisz                          | França               |      |
| Les murs d'une révolution                 | -              | Jean-Paul Dekiss                      | França               |      |
| Réponses de femmes                        | -              | Agnès Varda                           | Bèlgica              |      |
| 1978                                      |                |                                       |                      |      |
| Le maréchal-Ferrant                       | -              | Georges Rouquier                      | França               |      |
| Benchavis                                 | -              | Jean-Daniel Simon                     | França               |      |
| La loterie de la vie                      | -              | Guy Gilles                            | França               |      |
| Naissance                                 | -              | Frédéric le Boyer                     | França               |      |
| Samara                                    | -              | Rafi Toumayan                         | França               |      |
| 1979                                      |                |                                       |                      |      |
| L'arbre vieux                             | L'aubre vielh  | Henri Moline                          | França               |      |
| Chaotilop                                 | -              | Jean-Louis Gros                       | França               |      |
| Tibesti too                               | -              | Raymond Depardon                      | França               |      |

#### Dècada del 1980
| Any                                                                               | Títol original | Títol en català                      | Director   | Pais |
| --------------------------------------------------------------------------------- | -------------- | ------------------------------------ | ---------- | ---- |
| 1980                                                                              |                |                                      |            |      |
| Petit Pierre                                                                      | -              | Emmanuel Clot                        | França     |      |
| Georges Demenÿ                                                                    | -              | Jöel Farges                          | França     |      |
| Panoplie                                                                          | -              | Philippe Gaucherand                  | França     |      |
| Le sculpteur parfait                                                              | -              | Rafi Toumayan                        | França     |      |
| 1981                                                                              |                |                                      |            |      |
| Le miroir de la terre                                                             | -              | Daniel Absil i Paul de Roubaix       | França     |      |
| Abel Gance, une mémoire de l'avenir                                               | -              | Laurent Drancourt i Thierry Filliard | França     |      |
| Insomnies                                                                         | -              | Peter Schamoni                       | Alemanya   |      |
| 1982                                                                              |                |                                      |            |      |
| Reporters                                                                         | -              | Raymond Depardon                     | França     |      |
| Ci-gisent                                                                         | -              | Valérie Moncorge                     | França     |      |
| Solange Giraud née Tache                                                          | -              | Simone Bitton                        | Marroc     |      |
| 1983                                                                              |                |                                      |            |      |
| Junkopia                                                                          | -              | Chris Marker                         | França     |      |
| L'ange de l'abîme                                                                 | -              | Annie Tresgot                        | França     |      |
| Los Montes                                                                        | -              | José Martin Sarmiento                | Espanya    |      |
| Sculptures sonores                                                                | -              | Jacques Barsac                       | França     |      |
| 1984                                                                              |                |                                      |            |      |
| Ulysse                                                                            | -              | Agnès Varda                          | Bèlgica    |      |
| Je sais que j'ai tort, mais demandez à mes copains, ils vous diront la même chose | -              | Pierre-Oscar Lévy                    | França     |      |
| La vie au bout des doigts                                                         | -              | Jean-Pierre Janssen                  | França     |      |
| 1985                                                                              |                |                                      |            |      |
| La nuit du hibou                                                                  | -              | François Dupeyron                    | França     |      |
| L'écuelle et l'assiette                                                           | -              | Raoul Rossi                          | França     |      |
| Hommage à Dürer                                                                   | -              | Gérard Samson                        | França     |      |
| 1986                                                                              |                |                                      |            |      |
| New York, N.Y.                                                                    | -              | Raymond Depardon                     | França     |      |
| La boucane                                                                        | -              | Jean Gaumy                           | França     |      |
| C'était la dernière année de ma vie                                               | -              | Claude Weisz                         | França     |      |
| Un petit prince                                                                   | -              | Radovan Tadic                        | Iugoslàvia |      |
| 1987                                                                              |                |                                      |            |      |
| No es va concedir.                                                                |                |                                      |            |      |
| 1988                                                                              |                |                                      |            |      |
| L'été perdu                                                                       | -              | Dominique Theron                     | França     |      |
| Pour une poignée de kurus                                                         | -              | Gilbert Augerau i Christian Raimbaud | França     |      |
| 1989                                                                              |                |                                      |            |      |
| Chet's romance                                                                    | -              | Bertrand Fevre                       | França     |      |
| Classified people                                                                 | -              | Yolande Zauberman                    | França     |      |
| Devant le mur                                                                     | -              | Daisy Lamothe                        | França     |      |

#### Dècada del 1990
| Any                     | Títol original | Títol en català | Director | Pais |
| ----------------------- | --- | --- | --- | --- |
| 1990                    | | | | |
| Chanson pour un marin   | - | Bernard Aubouy | França | |
| Le faucon de Notre-Dame | - | Claude-Christine Farny | França | |
| 1991                    | | | | |
| La valise               | - | François Amado | França | |
| Tai ti Chan             | - | Chi Yan Wong | França | |
| 1992                    | A partir d'aquest any es van unificar el curt de ficció i el curt d'animació per ser només millor curtmetratge, mantenint-se així fins al 2022. | A partir d'aquest any es van unificar el curt de ficció i el curt d'animació per ser només millor curtmetratge, mantenint-se així fins al 2022. | A partir d'aquest any es van unificar el curt de ficció i el curt d'animació per ser només millor curtmetratge, mantenint-se així fins al 2022. | A partir d'aquest any es van unificar el curt de ficció i el curt d'animació per ser només millor curtmetratge, mantenint-se així fins al 2022. |

#### Dècada del 2020
| Any                                                    | Títol original                           | Títol en català                             | Director     | Pais |
| ------------------------------------------------------ | ---------------------------------------- | ------------------------------------------- | ------------ | ---- |
| 2022                                                   |                                          |                                             |              |      |
| Maalbeek                                               | -                                        | Ismaël Joffroy Chandoutis                   | França       |      |
| America                                                | -                                        | Giacomo Abbruzzese                          | Itàlia       |      |
| Les Antilopes                                          | -                                        | Maxime Martinot                             | França       |      |
| La Fin des rois                                        | -                                        | Rémi Brachet                                | França       |      |
| 2023                                                   |                                          |                                             |              |      |
| Maria Schneider, 1983                                  | -                                        | Elisabeth Subrin                            | Estats Units |      |
| Churchill, Polar Bear Town                             | -                                        | Annabelle Amoros                            | França       |      |
| Écoutez le battement de nos images                     | Escolteu el batec de les nostres imatges | Audrey Jean-Baptiste i Maxime Jean-Baptiste | França       |      |
| 2024                                                   |                                          |                                             |              |      |
| La Mécanique des fluides                               | -                                        | Gala Hernández López                        | Espanya      |      |
| L'Acteur, ou la surprenante vertu de l'incompréhension | -                                        | Hugo David i Raphaël Quenard                | França       |      |
| L'Effet de mes rides                                   | -                                        | Claude Delafosse                            | França       |      |
| 2025                                                   |                                          |                                             |              |      |
| Les Fiancées du sud                                    | Las novias del sur                       | Elena López Riera                           | Espanya      |      |
| Petit Spartacus                                        | -                                        | Sara Ganem                                  | Grècia       |      |
| Un cœur perdu et autres rêves de Beyrouth              | -                                        | Maya Abdul-Malak                            | Líban        |      |